# Hermann Schieberth
Hermann Schieberth, auch Hermann Schiebert (* 12. Februar 1876 in Vama, Bukowina, Österreich-Ungarn; † Juni 1946 in Shanghai), war ein österreichischer Fotograf.

## Leben

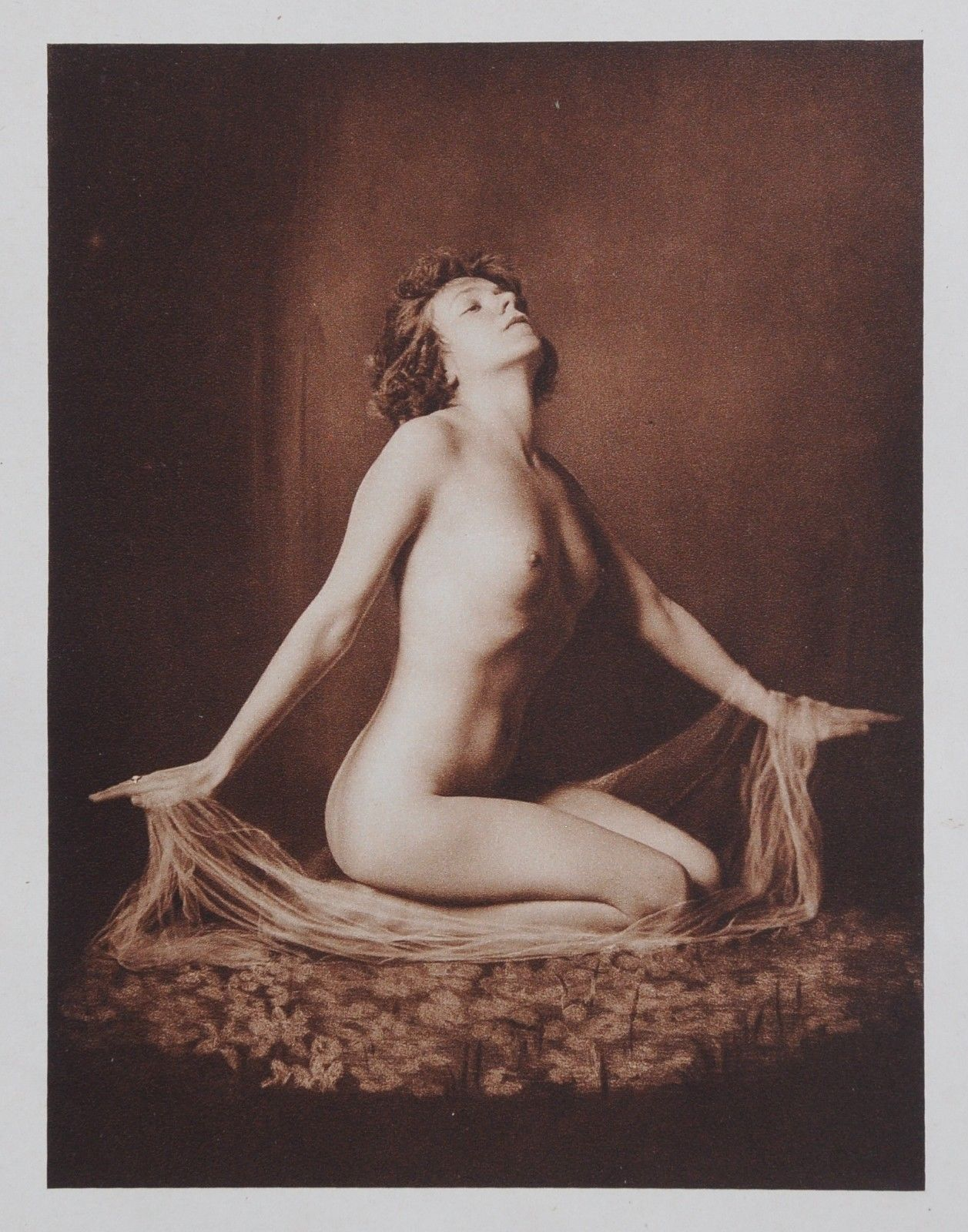
Frauenakt, 1925

Schieberth kam 1909 aus Zwittau in Mähren nach Wien, wo er von 1910 bis 1937 ein Fotoatelier am Opernring betrieb. Als Fotograf debütierte er 1912 in einer Ausstellung des Kunstsalons Arnot. 1915 wurden seine Bilder in der Photographischen Korrespondenz veröffentlicht, 1924 zeigte die Allgemeine Photographische Zeitung seinen Bildbericht Die Schönheit Dresdens. Prominente aus der Kunst- und Theaterwelt ließen sich von ihm porträtieren. Auch im Bereich der Aktfotografie profilierte er sich. 1913 eröffnete er eine Zweigstelle in Kaltenleutgeben.
Schieberth praktizierte die gängigen Edeldruckverfahren seiner Zeit, etwa den Öl-, Platin- und Gummidruck. Von 1916 bis 1919 bildete er die Fotografin Trude Fleischmann aus. Auch Ilse Pisk (1892–1942) war in dieser Zeit seine Schülerin. Ab 1928 kooperierte der Fotograf Erwin Quedenfeldt mit ihm. 1938 floh er vor den Nationalsozialisten nach Shanghai, wo er weiter als Fotograf arbeitete und im Juni 1946 70-jährig verstarb. Er wurde auf dem jüdischen Friedhof Point Road in Shanghai beigesetzt. Das Grab ist nicht mehr vorhanden. Der Friedhof, der 1940 für verstorbene jüdische Flüchtlinge aus Zentral-Europa angelegt worden war, wurde 1958/59 eingeebnet.